# Révész T. Mihály
Révész T(amás) Mihály (Budapest, 1945. december 6. –) magyar jogtörténész, címzetes egyetemi tanár, az Országos Rádió és Televízió Testület (ORTT) első elnöke.

## Tanulmányai
1965-ben kezdte meg tanulmányait az Eötvös Loránd Tudományegyetem Állam- és Jogtudományi Karán, ahol 1970-ben szerzett jogi doktorátust. 1973-ban posztgraduális képzésen vett rész a Strasbourg-i Egyetemen.

## Jogászi pályafutása
Jogi diplomájának megszerzése után a Magyar Tudományos Akadémia tudományos munkatársaként dolgozott, majd volt egyetemének oktatója lett. Munkája során több tanszéken oktatott, egyetemi docensi kinevezést 1980-ban nyerte el. Az ELTE Állam- és Jogtudományi Kar Magyar Állam- és Jogtörténeti Tanszék vezetésére 1983-ban kapott megbízást, amelyet még további két ciklusban is ellátott. 1992-ben megpályázta az Egyetemes Állam- és Jogtörténeti Tanszék vezetésére kiírt felhívást, s a pályázat sikerének köszönhetően 1996-ig eleget is tett a tanszékvezetői feladatokból fakadó tennivalóknak. 2001-től a Széchenyi István Egyetem Jog- és Gazdaságtudományi Kar Jogtörténeti Tanszék vezetői feladatait is ellátja.
Eközben 1986 és 1990 között az MTA Jogtörténeti Bizottságának titkáraként is dolgozott. A Jogtörténeti Szemle című szakfolyóirat 1-5. számának szerkesztője. 1979-ben az állam- és jogtudományok kandidátusa lett. Kutatási területe az alkotmánytörténet, elsősorban a XIX. század alkotmánytörténete.

## Közéleti pályafutása
1968-ban belépett a Magyar Szocialista Munkáspártba, ahonnan 1988-ban lépett ki. 1989-ben a Magyarországi Szociáldemokrata Párt egyik újjászervezője volt, de hamar elhagyta a pártot.
1994 és 1996 között Horn Gyula akkori miniszterelnök személyes tanácsadójaként működött. Az ebben az időszakban készült új médiatörvény megalkotásának egyik aktív résztvevője volt. 1996-ban az újonnan alakított Országos Rádió és Televízió Testület első elnöke lett, mely pozíciót 2000-ig viselt.
2005 és 2010 között a Gödöllői Királyi Kastély Kht. (később Nonprofit Kft.) ügyvezető igazgatója volt.

## Főbb tanulmányai
- A központi állami ellenőrzés szervezetének kialakulása Magyarországon 1867 után (1971)
- A sajtópolitika egyes kérdései Magyarországon a kiegyezés után (1977)
- Sajtójog a dualista Magyarország első esztendeiben. Acta Fac. Pol-Jur. Univ Sci. Tom. XIX. (1978)
- A sajtószabadság érvényesülése Magyarországon 1867–1875 (1986)
- Deák Ferenc sajtópolitikája a reformkorban (2003)
- Magyar alkotmánytörténet (szerzői munkaközösség, szerk. Mezey Barna) Budapest (1995, 1996, 1998, 1999, 2001, 2002, 2003)
- Magyar jogtörténet (szerzői munkaközösség, szerk. Mezey Barna) Budapest (1996, 1997, 1999, 2003, 2004, 2007)
- Média, közösség, szolgálat. Ösvénykeresés az infódzsungelben. Borókai Gáborral, Süveges Gergővel, Révész T. Mihállyal, Várszegi Asztrikkkal Gégény István beszélget; Gégény István, Győr, 2012
- A jogalkotók és a nemzetiségi jogok Magyarországon, 1790-1944. Civil esték; Civil Akadémia Alapítvány, Bp., 2013